# Bergflucht
Bergflucht (auch Höhenflucht) bezeichnet die Abwanderung der Bevölkerung aus Bergregionen. 

## Ursachen
Bergflucht erfolgt meist in Zeiten wirtschaftlicher Umstrukturierung wie Modernisierung in der Landwirtschaft, Industrialisierung und wirtschaftlicher Globalisierung. Die Ursache der Bergflucht ist hauptsächlich in der Benachteiligung der Berggebiete durch die ungünstigeren natürlichen Gegebenheiten (Klima, Entfernung zu den Zentren und den Hauptverbindungswegen etc.) zu sehen. Der technische Fortschritt (bessere Straßenverhältnisse, Eisenbahn, Tunnels) hat auch Dienstleistungsbetriebe entlang der Strecken von alten Gebirgsübergängen überflüssig gemacht. 
Besonders junge Leute ziehen oft hinunter ins Tal oder in größere Städte wegen fehlender Arbeitsplätze sowie begrenzter Kultur- und Freizeitangebote in den Bergregionen. Das Resultat kann das Aussterben von Bergdörfern und ganzen Nebentälern sein, in der englischsprachigen Literatur mountain-blight oder mountain bleaching („Ausbleichen der Berge“, in Bezug auf Karten der Bevölkerungsdichte) genannt.

## Bergflucht und Landflucht
Dem Phänomen Bergflucht vergleichbar ist die in wirtschaftlich schwachen Weltgegenden primär als Landflucht (Urbanisierung) auftretende Abwanderung der Landbevölkerung in urbane Räume. 

### Situation in den Alpenländern
In den Alpenländern erfolgt die Abwanderung in die Gunsträume innerhalb der Gebirgsregionen. Sie führt zusammen mit der Stadtflucht des späten 20. Jahrhunderts zu einer Konzentration in die suburbanen Siedlungsräume am Alpenrand und den guterschlossenen Großtälern, die die klimatische und infrastrukturelle Begünstigung der Niederungen mit den Vorteilen des Landlebens vereinen. Die Bergflucht erfasst hier hauptsächlich die Seitentäler und die Höhenlagen sowie die Regionen abseits der großen Verkehrswege.
Hier zeigt sich der Tourismus als kräftiger Wirtschaftsmotor. Als beteiligt erweist sich aber auch die traditionell klein- und mittelbetrieblich orientierte Wirtschaftsstruktur der Länder wie Österreich und der Schweiz. Wo bevorzugt auf dem Sektor der Produktveredelung und dem Tertiärsektor gewirtschaftet wird, ist ökonomische Weiterentwicklung weniger auf Ansiedlung in den gewerblichen Ballungszentren angewiesen, sondern auf verkehrstechnische Anbindung. Dort ist die Bergflucht deutlich schwächer (wie etwa in der Traun-Salzach-Inn-Region, dem Hinterland des Alpenvorlands), als in noch primär landwirtschaftlich-kleingewerblich geprägten Regionen oder den auf Bergbau und folgender Schwerindustrie konzentrierten Gebieten (etwa der Mur-Mürz-Region). 
In weiten Bereichen der Ostalpen hat sich – wenn auch nicht flächendeckend – der Trend der Bergflucht umgekehrt und Bevölkerung wie auch Wirtschaftskraft nimmt dort wieder zu. In den meisten anderen Bergregionen Europas (und noch viel mehr in den Ländern der Dritten Welt) ist das nicht so.

## Gegenmaßnahmen
Als Gegenmittel werden staatliche Förderungen mit wirtschaftlichen Subventionen an Bergbauern und Unternehmen sowie Solidaritätszahlungen an Verwaltungseinheiten (siehe zum Beispiel das Schweizer Investitionshilfegesetz) eingesetzt. In diesem Kontext steht aber die durchaus auch negativ bewertete Rolle des Bauern als „Pfleger der Kulturlandschaft“ im Sinne eines Dienstleisters einer urbanen Freizeitgesellschaft. 
In manchen Fällen kann die Reduktion der traditionellen Wirtschaftszweige durch die Entwicklung des Tourismus kompensiert werden. Dazu gehört die moderne Profilierung von Tourismus als Urlaub am Bauernhof oder als sanfter Tourismus im Gegensatz zum Massentourismus, Eventtourismus statt stehender Infrastruktur, die Verlagerung vom Individualtourismus zu einem Seminartourismus der gewerblichen und privaten Weiterbildung, wie auch die Wellness-Bewegung, die jeweils einen von Bergflucht betroffenen Standort zur bevorzugten Destination umbilden können.
Ein weiterer Gegentrend ist die Ökologiebewegung, die neben dem Tourismus auch die Land- und Forstwirtschaft erfasst. Sie lässt gerade die Produkte aus wirtschaftlich schlecht erschlossenen Räumen zu einer wertvollen Ressource werden, die den Rückgriff auf typisch alpine Wirtschaftsmethoden (extensive Almwirtschaft, Heufütterung, Freilandhaltung, Produktion von Saisonfrüchten, agrarische Direktvermarktung usw.) erlaubt.